# Léo Tudezca
Léon Alexandre Sylvain Tudezca (ur. 21 grudnia 1993) – francuski zapaśnik walczący w stylu klasycznym. Zajął siódme miejsce na mistrzostwach świata w 2023. 
Dwunasty na mistrzostwach Europy w 2025. Srebrny medalista igrzysk śródziemnomorskich w 2022 i brązowy w 2018 roku.
Mistrz Francji w 2017, 2018 i 2022; trzeci w 2014 i 2021 roku.